# Ricardo Yost
Ricardo Yost (Rosario, provincia de Santa Fe, 1º de diciembre de 1938 - Buenos Aires, 27 de septiembre de 2006) fue un barítono lírico argentino de trascendencia internacional.

## Trayectoria
Fue solista del Teatro Colón e interpretó entre otras óperas: Un ballo in maschera, La Cenerentola, Cosi fan Tutte, Lucia de Lammermoor, Carmen y Guerra y Paz. Como integrante del cuerpo de Artistas líricos de este teatro, participó en numerosas producciones como La Bohème de Puccini junto a Luciano Pavarotti (1987).
En 1973 fue invitado a cantar en la Ópera Nacional de Tel Aviv y en 1977 cantó Un ballo in maschera en Salzburgo y Carmen en Chile, Francia y Bélgica. 
En 1980, se presentó con la Ópera Nacional Holandesa en distintas salas de los Países Bajos, Dinamarca, Suecia, Noruega y Finlandia, donde interpretó Iago en Otello. 
Grabó Rigoletto para la Televisión Holandesa y cantó Don Carlo en Zagreb, Manon en Chile y La finta giardiniera en México. 
Interpretó El oro del Rhin de Wagner e intervino en las temporadas líricas del Teatro Municipal de Lima invitado por el tenor Luis Alva.
Ejerció la docencia en el Instituto Superior de Arte del Teatro Colón, donde fue profesor de destacados alumnos. 

## Distinciones
Fue Miembro invitado del Consejo Argentino de la Música dependiente de la International Music Council de la UNESCO. 
- Fue distinguido en 1982 como mejor cantante extranjero de ópera en Ámsterdam;

- Mejor cantante lírico nacional en la temporada 1990/1991 por la Asociación Verdiana de Opera; en 1991,
- Por la Asociación de Críticos Musicales de Argentina y como mejor cantante de ópera en Lima (Perú) en 1984 y en 1987.

- Premio Konex 1999 y 2009: Cantante Masculino